# HiP!HOP!PARADISE!
HiP!HOP!PARADISE!（ひっぷほっぷぱらだいす）は1998年10月 - 1999年3月まで放送されたバラエティ番組である。1999年4月からは古本新之輔 ちゃぱらすかWOO!内の帯番組として放送された。

## パーソナリティー
- HiP（優香、新山千春、深田恭子、酒井彩名、大森玲子）

## 概要
HiPのメンバーが恋愛における人生の選択や悩み相談、普通の手紙を読みおしゃべりを楽しむ30分。
メンバー5人揃うのは初回と最終回以外ほとんど無く、優香は月に1回ほど、深田はブレイクしたてで売り込みに多忙だったためほとんど出演せず、新山、酒井、大森の2・3人で番組を回し、それでも足りない場合はゲストとしてホリプロから他のタレントを連れてくる様相を取っていた。
| 文化放送 木曜 21:00 - 21:30枠 | 文化放送 木曜 21:00 - 21:30枠 | 文化放送 木曜 21:00 - 21:30枠      |
| 前番組                        | 番組名                        | 次番組                             |
| ----------------------------- | ----------------------------- | ---------------------------------- |
| 三石琴乃のエーベルージュ伝説  | HiP!HOP!PARADISE!             | 連続ラジオドラマ・手塚治虫の火の鳥 |